# Protoariciella parauncinata
Protoariciella parauncinata är en ringmaskart som beskrevs av Hartmann-Schröder 1962. Protoariciella parauncinata ingår i släktet Protoariciella och familjen Orbiniidae. Inga underarter finns listade i Catalogue of Life.